# Tiffany Cooper
Tiffany Cooper, née le 3 janvier 1985 à Grenoble, est une illustratrice française, auteure de bande dessinée, d'ouvrages pour la jeunesse et podcasteuse.

## Biographie

### Débuts
De ses trois à ses cinq ans, Tiffany Coooper vit à San Francisco, avant de retourner à Grenoble, sa ville natale.
Elle étudie à l'École supérieure des arts décoratifs de Strasbourg.
Elle travaille ensuite comme assistante de galerie, vendeuse et coordinatrice retail pour des marques comme Sonia Rykiel et Isabel Marant. Une fois placée à un poste à responsabilité, elle décide de tout quitter.
Elle voyage et commence en 2012 un blog d'illustration : « Le Meilleur des Mondes Possibles » qui croque le monde de la mode, et pour s'amuser de ses déboires de jeune chômeuse en galère.
Ce blog lui permet d'être remarquée et de publier un premier livre en 2013 chez Alter Comics : un recueil d'illustrations humoristiques issus de son blog.
Elle se lance alors comme free-lance et enchaîne les partenariats, comme une collection capsule de pièces vendues dans les boutiques colette.

### Une rencontre décisive avec Karl Lagerfeld
En 2014, elle envoie une lettre à Karl Lagerfeld qu'elle dessine beaucoup sur son blog. Il s'ensuit une exposition dans la boutique du créateur à Saint-Germain-des-Prés, « Karlywood », faite d'affiches détournant des films célèbres en y intégrant Karl Lagerfeld. L'illustratrice signe également une mini-collection de prêt-à-porter et d'accessoires pour Karl Lagerfeld. Sur un sweat, une minaudière, ou des tee-shirts, « elle se moque avec tendresse de l'obsession de Karl Lagerfeld pour son animal de compagnie », Choupette.
En 2015, elle met en scène le « Dressing de rêve des Parisiens », un salon organisé par la Ville de Paris rendant hommage aux jeunes créateurs de prêt-à-porter parisiens.
La même année, elle fait paraître un roman graphique livrant les secrets et anecdotes de la vie de Lagerfeld.

### Des publications engagées
En 2019, elle dépeint les joies et les peines de l'avant-pendant-après grossesse dans sa bande dessinée Moi, Maman ?
Avec Homme Sweet Homme publié en 2021, elle explore le thème épineux des inégalités homme/femme au sein du foyer et en particulier de la "charge domestique conjugale". La revue Vogue souligne "l'humour ravageur" de l'autrice.
En 2022, elle crée Va vers ton risque, un podcast dédié aux personnes qui sortent des schémas classiques, que ce soit sur le plan professionnel ou personnel. On y découvre des témoignages de Romane Bohringer, Susie Morgenstern, Mathieu Palain...
En 2023, Tiffany Cooper publie son premier album jeunesse, Patatouille. Elle « s'attaque aux injonctions à la masculinité qui pèsent dès l'enfance sur les petits garçons ».
En 2024, elle sort chez Leduc.s Éditions Le Prix à payer, une adaptation en bande dessinée du livre de Lucile Quillet (Les Liens qui libèrent, 2021). Il s'agit d'une réflexion consacrée au coût des normes hétérosexuelles à travers l'analyse des revenus et des dépenses des femmes.
En marge de ses publications, elle collabore avec des marques comme Vans, McDonald's, Le Bon Marché et Évian.

### Bandes dessinées
- Le Meilleur des mondes possibles. Montpellier : Alter Comics, 04/2013.  (ISBN 978-2-8207-0085-8).
- Tout va pour le mieux. Paris : Delcourt, coll. « Shampooing », 08/2014, 125 p  (ISBN 978-2-7560-5763-7).
- Karl's Secrets. Paris : Marabout, coll. « Marabulles », 09/2015  (ISBN 978-2-501-10455-5). Édité et traduit en allemand sous le titre : Wirklich alles über Karl Lagerfeld. Midas, 2023, 144 p.  (ISBN 9783038762638)
- Les Contes de notre enfance revisités. Paris : Marabout, coll. « Marabulles », 09/2016, 144 p.   (ISBN 978-2-501-10523-1)
- Moi, maman ? Paris : Eyrolles, 09/2019, 152 p.  (ISBN 978-2-212-57270-4)
- Le Prix à payer : pourquoi le couple hétéro appauvrit les femmes et nuit à l'amour / Lucile Quillet & Tiffany Cooper. Paris : Leduc.s éditions - Les Liens qui libèrent, coll. "Leduc graphic", 10/2024.  (ISBN 979-10-285-3195-9)

### Jeu
- Memomania : famous cats. Paris : Marabout, 2015. Jeu de 52 cartes.  (ISBN 978-2-501-10527-9)

### Livres pratiques
- 50 exercices pour lâcher prise / Paul-Henri Pion ; ill. Tiffany Cooper. Paris : Eyrolles, coll. "50 exercices", 10/2014, 116 p.  (ISBN 978-2-212-56048-0). Rééd. 01/2021.  (ISBN 978-2-416-00020-1)
- Famous cats by Tiffany Cooper : agenda 2017. Vanves : Marabout, 08/2016.  (ISBN 978-2-501-11478-3)
- Les Virus ne passeront pas par moi ! : les bons gestes d'hygiène, un système immunitaire au top... : tous les conseils pour éviter d'attraper la Covid-19 (et toutes les maladies hivernales !) / Dr Marc Pérez avec la collaboration d'Alix Lefief-Delcourt ; ill. Tiffany Cooper. Paris : Eyrolles, 12/2020, 159 p.  (ISBN 978-2-416-00143-7)
- Homme Sweet Homme : trucs et astuces pour plus de parité dans l'espace domestique. Paris : Eyrolles, 10/2021, 160 p.  (ISBN 978-2-416-00198-7)
- Petit éloge du rire : de la naissance à la mort : les secrets de l'humour / Julie Mamou-Mani, Jessica Cymerman ; ill. Tiffany Cooper. Paris : Leduc.s humour, 05/2023, 187 p.  (ISBN 978-2-36704-309-8)
- Sans alcool : 1.001 boissons pour un nouvel art de vivre : recettes de cocktails, accords plats & boissons 0 % / Augustin Laborde, Maud Catté, Fabien Humbert ; ill. de Tiffany Cooper & Cathy Karsenty. Levallois-Perret : Massin, 10/2023, 157 p.  (ISBN 978-2-7072-1381-5). Rééd. 10/2024, 159 p.  (ISBN 978-2-7072-1429-4)

### Albums jeunesse
- Patatouille. Marseille : On ne compte pas pour du beurre, 01/2023, 36 p.  (ISBN 978-2-494060-01-2)
- L'Amour est partout. Paris : Eyrolles jeunesse, 10/2023, 32 p.  (ISBN 978-2-416-01304-1)
- Patatouille : Solal est amoureux. Marseille : On ne compte pas pour du beurre, 01/2024, 36 p.  (ISBN 9782494060067)
- Combien tu m'aimes ? Paris : Eyrolles jeunesse, 03/2024, 32 p.  (ISBN 9782416013935)
- Alix et le pouvoir des mots / Amélie Cordonnier ; ill. Tiffany Cooper. Paris : De La Martinière jeunesse, 08/2024, 24 p.  (ISBN 979-10-401-1834-3)